# Corberes
|  | Per a altres significats, vegeu «Corberes (comarca natural)». |

Les Corberes (en occità Corbièras o Corbièiras; en francès Corbières) o massís de les Corberes són un conjunt de muntanyes que constitueixen un Parçan o comarca d'Occitània situat al Llenguadoc, i que històricament pertanyien a l'antic Vescomtat de Narbona. La seva vila principal és Lesinhan de las Corbièras.
Segons la proposta de divisió territorial d'Occitània del diari Jornalet, basada en l'obra de Frederic Zégierman Le Guide des pays de France, el parçan de les Corberes estaria ubicat a la regió del Llenguadoc, subregió del Baix Llenguadoc.
Oficialment, tots els municipis de la comarca occitana (incloent el Perapertusès) estan adscrits administrativament al departament de l'Aude, mentre que els de la sub-comarca nord-catalana, ho estan al dels Pirimeus Orientals.

## Sub-comarques
La comarca occitana de les Corbièras ocupa gran part del territori muntanyenc al sud de l'antic vescomtat de Narbona. La zona històricament fronterera amb els comtats catalans es coneix com el Perapertusès (Tuissan en seria la vila principal), i és considerat una sub-comarca (sub-parçan) de les Corberes occitanes.
Al sud, les terres al peu de la serralada són dividides entre la Fenolleda i Rosselló, de Querbus fins a Espirà de l'Aglí, a més de dos pobles de l'Aude que se situen al vessant sud: Tuissan i Pasiòls.
Ja al sud-est del massís, les muntanyes de les Corberes donen nom a una subcomarca nord-catalana, entre la plana del Rosselló i les valls de la Fenolleda, formada pels pobles de Espirà de l'Aglí, La Tor de França, Òpol i Perellós, Paretstortes, Vingrau, Estagell i Talteüll.
Un altre sub-parçan de les Corberes occitanes, al nord del Perapertussès, són les terres del Termenès, que pren el seu nom del castell de Tèrme. És una antiga parròquia de la diòcesi de Narbona que comprenia les altes valls d'Orbiu i Verdoble. Limitava al nord amb la Val de Danha (diòcesi de Carcassona), al sud amb la Fenolleda i el Perapertussès, a l'oest amb Rasés, i a l'est amb el Narbonès pròpiament dit.
Val a dir que el 2021 es creà el Parc Natural-Regional Corberes-Fenolledès, cobrint una bona part del territori de les Corberes catalanes i occitanes (incloent el Perapertusès i el Termenès), així com de la Fenolleda i del País de Saut.

## Les muntanyes
Partint del massís de Motomet amb el pic Berlès de 691 metres, la part sud constitueix el límit entre la Fenolleda i el Perapertusès, amb el coll de Sant Lluís de 687 metres, el puig de Bugarag de 1.231 metres (el punt més alt de les Corberes), el roc Serret de 960 metres (a l'est de les Gorges de Galamús) i la muntanya de Taug de 942 metres. A l'est les muntanyes són més baixes (el grup de muntanyes de Perellós, de 708 metres d'altura màxima), fins a arribar als estanys de la costa, com l'estany de Salses. Al nord es troba la muntanya d'Alaric, de 595 metres, que domina la vall baixa del riu Aude. Se les considera part dels Pirineus, zona axial de plegament varisc.